# استفانو پسکیرا
استفانو پسکیرا (اسپانیایی: Stefano Peschiera‎؛ زادهٔ ۱۶ ژانویهٔ ۱۹۹۵) قایقران قایق بادبانی اهل پرو است.
وی در مسابقات کشوری و بین‌المللی در مجموع برندهٔ ۵ مدال طلا، ۲ مدال نقره، ۲ مدال برنز شده است.